# Libertas praestantissimum donum
Die Enzyklika Libertas praestantissimum donum, deutscher Titel „Die Freiheit ist das vorzüglichste unter den natürlichen Gütern“, ist auch unter der Kurzbezeichnung „Libertas“ bekannt. Sie wurde von Papst Leo XIII. verfasst und am 20. Juni 1888 veröffentlicht. Sie ist eine Ergänzung zu der von ihm am 1. November 1885 veröffentlichten Enzyklika Immortale Dei über die Lehre vom „Wahren Staat“. 
In der Enzyklika beschäftigt sich Leo XIII. mit verschiedenen Aspekten der gedanklichen und religiösen Freiheit für Christen und Staatsbürger. 

## Zur Freiheit
Zu diesem Themenkreis führt er aus, dass die wahre und der Kinder Gottes würdige Freiheit, welche die Würde der menschlichen Person in vornehmster Weise schütze, größer als alle Gewalt und alles Unrecht sei. Sie bedeute der Kirche immer ein Anliegen und besonders Verlangen. Aber man dürfe den Namen des Christlichen nicht zum Vorspann einer politischen Gruppierung machen.

## Zur Gewissensfreiheit
Die Forderung nach Gewissensfreiheit erscheint als durchaus berechtigt. Die katholische Kirche hatte noch im 19. Jahrhundert mehrmals diese Forderung abgelehnt mit der Begründung, dass damit dem religiösen Irrtum ein Recht zugesprochen werde. Leo XIII. erklärt in der Enzyklika Libertas vom 20. Juni 1888: „Wahre und den Kindern Gottes voll entsprechende Freiheit, nach dem gebietenden Ausspruch des Gewissens ungehindert Gottes Willen zu tun und Gottes Gebote zu erfüllen, erweist sich als ehrenvollster Schutz der menschlichen Person und ihrer Würde.“ 
Die Gewissensfreiheit wird mit der Würde der Menschperson begründet, sie gehört also zu den Menschenrechten und besagt die Freiheit der Gewissensinformation und Gewissenspflege, die Möglichkeit, Gesetze kritisch zu hinterfragen, sittliche Normen zu bejahen oder abzulehnen und nach der eigenen Überzeugung zu leben. Dies schließt auch die Toleranz des irrenden Gewissens und des Handelns gegen das Gewissen ein. Eine Grenze erfährt die Gewissensfreiheit an den berechtigten Interessen des Gemeinwohls.

## Zur Freiheit des Denkens
In seiner Enzyklika verwarf Leo XIII. die Idee der Menschenrechte und Bürgerrechte mit den Ausführungen: „Die uneingeschränkte Freiheit des Denkens und die öffentliche Bekanntmachung der Gedanken eines Menschen gehören nicht zu den Rechten der Bürger“. 
An anderer Stelle nannte er es völlig ungerechtfertigt, die unbegrenzte Freiheit des Denkens, der Rede, des Schreibens oder des Gottesdienstes zu fordern, zu verteidigen oder zu gewähren, als handele es sich dabei um Rechte, die dem Menschen von Natur aus verliehen sind.

## Zur politischen Betätigung
Den Klerikern und Laien wird die Zusammenarbeit mit republikanischen Regierungen gestattet, sofern diese die kirchlichen Rechte sowie Privilegien anerkennen und wahren. 
Immer wieder ermunterte Leo XIII. die Priester: „Geht aus der Sakristei unters Volk!“, um die Kirche zu einer politischen Macht werden zu lassen. Infolge dieser Aufforderung kam es zur Gründung katholischer Gewerkschaften, die die Schwächung der sozialistisch organisierten Arbeiterschaft und die Herbeiführung einer Klassenharmonie zum Zwecke hatten.